# Brook Sedore
Brook Alois Sedore (* 22. April 1993 in Grande Prairie) ist ein kanadischer Volleyballspieler.

## Karriere
Sedore begann seine Karriere im Team der Grande Prairie Composite High School in Alberta. Mit dem Team gewann er 2010 und 2011 die Provinzmeisterschaft. Parallel spielte der Außenangreifer sieben Jahre lang im Verein Grande Praire Wolves und 2010 beim Rise Above Volleyball Club. 2011 wurde er in der Schule zum Athleten des Jahres gewählt und schloss die Highschool ab. Im gleichen Jahr wurde er mit der kanadischen Junioren-Nationalmannschaft Vizemeister bei der NORCECA-Meisterschaft. 2012 begann Sedore ein Studium der Soziologie an der University of Hawaiʻi at Mānoa. Dort war er in der Universitätsmannschaft Rainbow Warriors aktiv. 2013 gewann er mit dem Team Alberta die Canada Summer Games. 2015 wurde der Kanadier vom deutschen Bundesligisten SWD Powervolleys Düren verpflichtet. Im CEV-Pokal 2015/16 kam er mit den Dürenern bis ins Viertelfinale gegen Sir Safety Perugia. Kurz vor dem Playoff-Viertelfinale trennte sich der Verein von Sedore.